# Jacenty Dehnel
Jacenty Marian Dehnel, także Jacek Dehnel (ur. 3 października 1911, zm. 10 stycznia 1984) – oficer Polskiej Marynarki Wojennej, w kampanii wrześniowej zastępca dowódcy okrętu szkolnego „Mazur”, później uczestnik obrony Helu, za bohaterską postawę dwukrotnie odznaczony Orderem Virtuti Militari.

## Życiorys
Jacenty (także: Jacek) Dehnel był synem lekarza, legionisty i posła na Sejm IV kadencji, Mariana Dehnela oraz Natalii z Chodkiewiczów, bratankiem działaczy niepodległościowych Władysława, Michała i Pawła. W 1930 roku ukończył Korpus Kadetów nr 2 w Chełmnie, następnie wstąpił do Szkołę Podchorążych Marynarki Wojennej. 15 sierpnia 1933 roku otrzymał promocję oficerską. W latach 1934–1935 był oficerem wachtowym na torpedowcu „Krakowiak”, później między innymi adiutantem dowódcy Obrony Wybrzeża, komandora Stefana Frankowskiego i oficerem wachtowym „Mewa”. W 1937 roku, w stopniu porucznika, dowodził statkiem uzbrojonym „Generał Szeptycki” w składzie Flotylli Rzecznej. Następnie był trzecim, później drugim oficerem na niszczycielu „Grom”, zaś od 10 września 1938 roku pełnił funkcję zastępcy dowódcy okrętu szkolnego (byłego torpedowca) „Mazur”.
Na tym okręcie zastał go wybuch II wojny światowej. 1 września 1939 roku, w czasie nalotu samolotów Luftwaffe na port oksywski, dowodził działaniami artylerii przeciwlotniczej swojej jednostki. Po uszkodzeniu „Mazura” bliską eksplozją jednej z bomb osobiście prowadził ogień przeciwlotniczy z tonącego okrętu już po komendzie jego opuszczenia. Po zejściu na ląd dołączył do oddziałów lądowej obrony Helu. Do 10 września był zastępcą dowódcy baterii półstałej w rejonie Chałup, następnie, aż do kapitulacji dowódcą wydzielonego plutonu obrony przeciwlotniczej. Za bohaterstwo wykazane w kampanii wrześniowej został dwukrotnie wyróżniony Krzyżem Srebrnym Orderu Virtuti Militari: przez rząd londyński oraz po wojnie w kraju. Po kapitulacji przebywał w niewoli niemieckiej, w oflagach: X B Nienburg, XVIII C Spittal oraz II C Woldenberg. Podczas ewakuacji tego ostatniego, 29 stycznia 1945 roku, zbiegł i powrócił do Polski.
W lipcu 1945 roku został ponownie przyjęty do służby w marynarce, w stopniu kapitana. Był między innymi zastępcą dowódcy okrętu podwodnego „Sęp”, przez krótki czas wykładowcą Oficerskiej Szkoły Marynarki Wojennej, dowódcą dywizjonu i flotylli trałowców, następnie przeszedł do pracy sztabowej. Służbę w marynarce zakończył w stopniu komandora porucznika.
Po odejściu z wojska został oficerem floty handlowej, był kapitanem statku „Narew”. W latach 1952–1957 był odsunięty od pływania przez funkcjonariuszy Urzędu Bezpieczeństwa, pracował wówczas w Gdyńskiej Stoczni Remontowej. Następnie na 20 lat powrócił do marynarki handlowej, z dyplomem kapitana żeglugi wielkiej. We wrześniowym numerze miesięcznika „Morze” z 1983 roku ukazały się drukiem jego wspomnienia z okresu kampanii wrześniowej, jedno z pierwszych świadectw tego typu pochodzących od bezpośredniego uczestnika wydarzeń. Zmarł nagle w styczniu 1984.
Pochowany jako Jacek Dehnel wraz z żoną Zofią z d. Boboli (19 listopada 1919 – 14 czerwca 2002), powstańcem warszawskim i żołnierzem AK na cmentarzu parafialnym w Gdyni-Oksywiu.

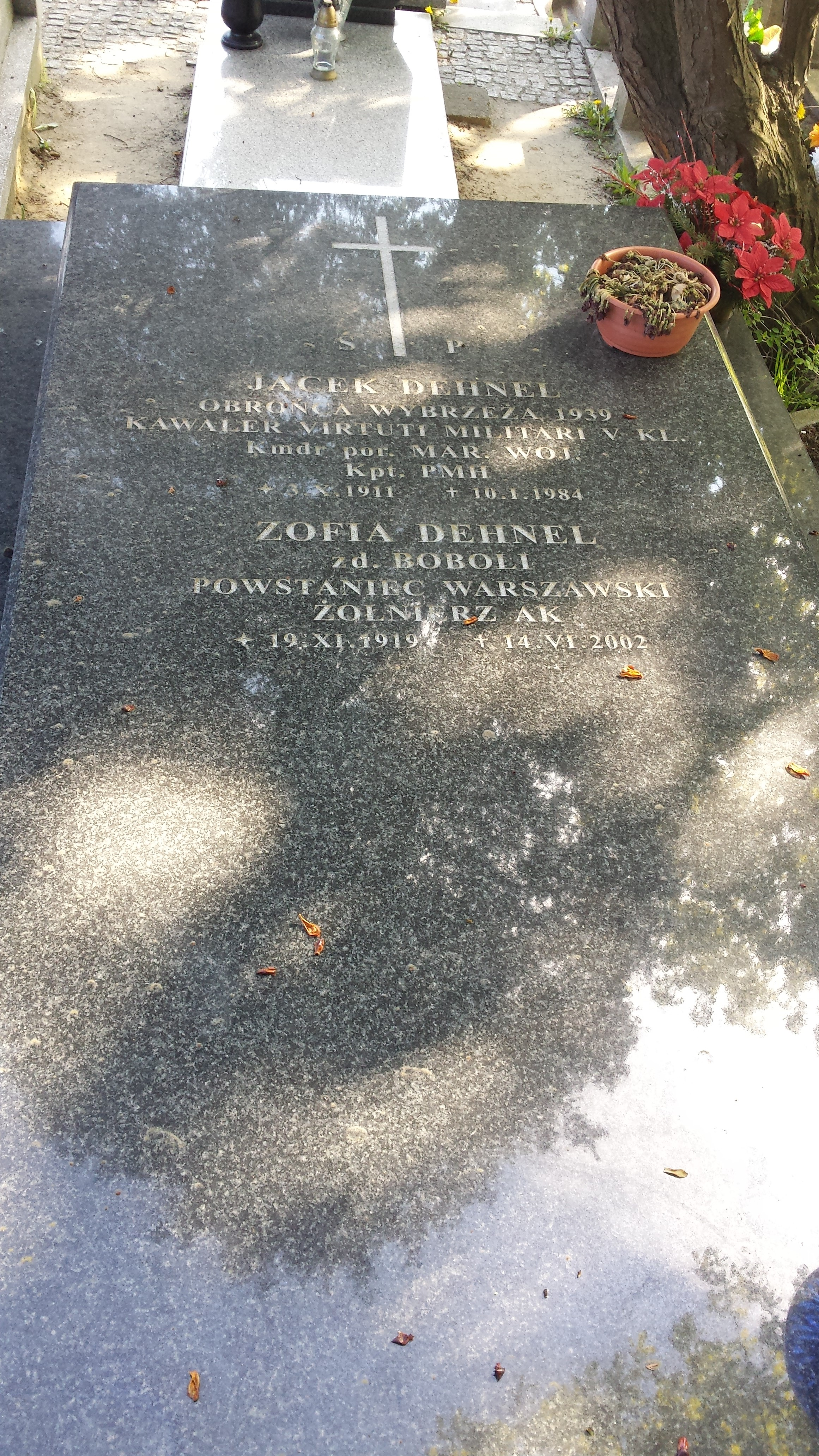
grób kmdra por. Jacentego Dehnela na cmentarzu parafialnym w Gdyni-Oksywiu

Jego wnukiem jest Jacek Dehnel, literat.